# Danh sách chi của Noctuidae:G
Noctuidae là một họ bướm đêm lớn gồm rất nhiều chi:
A B C D E F G H I J K L M N O P Q R S T U V W X Y Z
| - Gaala - Gabara - Gaberasa - Gabyna - Gadera - Gaedeodes - Gaedonea - Galactomoia - Galanda - Galapha - Galeana - Galgula - Galleridia - Gammace - Gangra - Gaphara - Gargaza - Gaurenopsis - Gelenipsa - Geniascota - Geometrimima - Gerarctia - Gerbathodes - Gerespa - Geria - Gerisa - Geroda - Gerra - Gerrodes - Gesonia | - Gespanna - Gigaglossa - Gigia - Gigides - Ginaea - Giria - Girpa - Girtesma - Giscala - Gisira - Giubicolanta - Gizama - Glaucicodia - Glenopteris - Gloanna - Globosusa - Gloia - Gloriana - Glossodice - Glympis - Gnamptocera - Gnamptogyia - Gnamptonyx - Gnathogonia - Godasa - Goednes - Goenycta - Gomora - Gonagyra - Gondysia | - Gonelydna - Gonepatica - Gonepteronia - Goniapteryx - Goniocarsia - Goniocraspedon - Goniocraspedum - Goniohelia - Goniophila - Goniophylla - Gonioscia - Goniotermasia - Gonippa - Gonitis - Gonodes - Gonodonta - Gonodontodes - Gonoglasa - Gonophaea - Gonopteronia - Gonospileia - Gonostygia - Gonuris - Goonallica - Gorgone - Gorgora - Gorosina - Gortyna - Gortynodes - Gorua - Gracillina | - Gracilodes - Gracilopsis - Grammesia - Grammodes - Grammoscelis - Graphania - Graphantha - Graphigona - Graphiphora - Graptocullia - Graptolitha - Gravodos - Griposia - Grisana - Grisyigoga - Grotella - Grotellaforma - Grumia - Gryphadena - Gryphopogon - Gueselderia - Guntia - Guriauna - Gustiana - Gynaephila - Gyophora - Gypsitea - Gyrognatha - Gyrohypsoma - Gyroprora - Gyrospilara - Gyrtona |